# Just Fontaine
Pour les articles homonymes, voir Fontaine.
Just Fontaine (/ʒyst fɔ̃.tɛn/), né le 18 août 1933 à Marrakech (Maroc) et mort le 28 février 2023 à Toulouse (France),, est un footballeur international français, devenu entraîneur et entrepreneur. Avant-centre emblématique des années 1950, il est considéré comme l'un des meilleurs joueurs français.
Révélé à l'US Marocaine, à Casablanca, puis à l'OGC Nice, il connaît l'apogée de sa carrière au Stade de Reims, avec lequel il atteint la finale de la Coupe des clubs champions européens en 1959. À Nice puis Reims, il remporte quatre titres de champion de France entre 1956 et 1962.
Sélectionné à 21 reprises en équipe de France, Just Fontaine s'illustre lors de la Coupe du monde de 1958 dont il est meilleur buteur avec treize buts — un record qui tient encore à ce jour  — et dont la France est demi-finaliste. Sa carrière de joueur prend fin prématurément en 1960, à cause d'une blessure.
Il est brièvement sélectionneur de l'équipe de France en 1967, puis est nommé en 1973 entraîneur du Paris Saint-Germain, qu'il fait monter en 1re division en 1974. Il entraîne ensuite l'US Toulouse et l'équipe du Maroc.
En 2004, il est nommé dans la liste « FIFA 100 » des 125 plus grands footballeurs vivants, établie par Pelé pour le centenaire de la Fédération internationale (FIFA), et parmi les meilleurs footballeurs européens à l'occasion du 50e anniversaire de l'Union des associations européennes de football (UEFA).

## Biographie

### Jeunesse
Just Louis Fontaine, dit Justo, naît le 18 août 1933 dans le quartier de Guéliz à Marrakech au Maroc (jusqu'en 1956 sous protectorat français), d'un père français, Delphin Louis Martin Fontaine (1900-1976), fonctionnaire à la Régie des tabacs, et d'une mère espagnole, Marie Dolorès Ortega (1908-1997) qui s'occupe des sept enfants du couple. Just Fontaine doit son surnom « Justo » à sa mère,.

### Carrière de joueur

#### Débuts de footballeur
Just Fontaine joue au football au club de l'AS Marrakech en cadet et junior. Ses idoles sont Larbi Ben Barek et Mario Zatelli. Il étudie au Lycée Lyautey de Casablanca où il passe son baccalauréat.
C'est à l'US marocaine de Casablanca qu'il fait ses débuts au niveau senior, de 1950 à 1953. Il est alors sélectionné plusieurs fois avec l'équipe représentant la Ligue du Maroc. Il y remporte notamment le Championnat d'Afrique du Nord en 1952.[réf. nécessaire]

#### Éclosion à l'OGC Nice

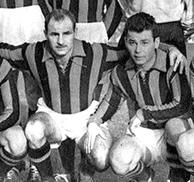
Fontaine (à droite) avec Nice en 1956.

Repéré par Mario Zatelli, ancien joueur de l'US marocaine devenu entraîneur, Just Fontaine est recruté par l'OGC Nice en 1953, à 20 ans. Il est sélectionné pour la première fois avec l'équipe de France le 17 décembre 1953, il marque trois buts contre le Luxembourg (8-0) mais cette sélection reste longtemps la seule.
Lors de la guerre d'Algérie, il effectue 30 mois de service militaire au Bataillon de Joinville. Il est capitaine de la sélection française qui se qualifie pour la Coupe du monde de football militaire de 1957 en Argentine. Il sera libéré six mois avant la phase finale et ne participera pas à l’aventure de ses camarades qui seront champions du monde. Il y dispute aussi des matchs de rugby à XIII, et s’entraîne avec les treizistes avec lesquels il fait des concours de tirs au but.
Entre 1953 et 1956, il remporte avec Nice la Coupe de France en 1954 et le titre de champion de France en 1956. Il inscrit pendant ces trois saisons 42 buts en championnat.

#### Confirmation au Stade de Reims
En 1956, Just Fontaine rejoint le Stade de Reims qui vient de perdre son meilleur joueur Raymond Kopa, parti au Real Madrid. Le 7 octobre 1956, il fait son retour en équipe de France, lors d'un match contre le « Onze d'or hongrois », qui joue là son dernier match avant l'Insurrection de Budapest.
À Reims, Fontaine trouve parfaitement sa place. Il participe à la coupe des clubs champions européens 58-59 dont il finit meilleur buteur avec 10 buts inscrit. Il remporte en 1958 le Championnat de France, dont il est de loin le meilleur buteur avec 34 buts, et la Coupe de France, au cours de laquelle il marque en finale contre Nîmes.

#### Coupe du monde 1958
En équipe de France, Just Fontaine est considéré comme le remplaçant de joueurs plus expérimentés, comme Thadée Cisowski. Leurs blessures en Suède lui permettent de jouer les deux matchs de préparation de la Coupe du monde 1958 et d'aborder le tournoi comme titulaire, aux côtés de Raymond Kopa et Roger Piantoni, son comparse du Stade de Reims. À sa mort, Just Fontaine est le dernier joueur français vivant à avoir participé à un match de la coupe du monde. 
Lors du premier match, où les Français s'imposent largement devant le Paraguay 7-3, Just Fontaine inscrit un triplé. Lors du deuxième match contre la Yougoslavie, la France s'incline 3-2 malgré un doublé de Fontaine. Le troisième match est remporté par la France 2-1 contre l'Écosse avec un nouveau but de Just Fontaine. Le quart de finale est assez facilement remporté contre l'Irlande du Nord 4-0, avec deux nouveaux buts de Fontaine. En demi-finale contre le Brésil, il égalise rapidement avant que l’arrière français Robert Jonquet ne se blesse. Les Francais encaissent un triplé du jeune Pelé et s'inclinent (2-5). Lors du match pour la troisième place contre l'Allemagne de l'Ouest, Fontaine inscrit un quadruplé et la France s'impose 6-3.
Avec treize buts, il détient le record du nombre de buts inscrits lors d'une seule phase finale de Coupe du monde (devant le Hongrois Sándor Kocsis, auteur de 11 buts en 1954). Il apparaît en fin d'année au 3e rang du Ballon d'or France Football récompensant le meilleur joueur européen de l'année, derrière son compatriote Raymond Kopa et l'Allemand Helmut Rahn.

#### Derniers titres et blessures

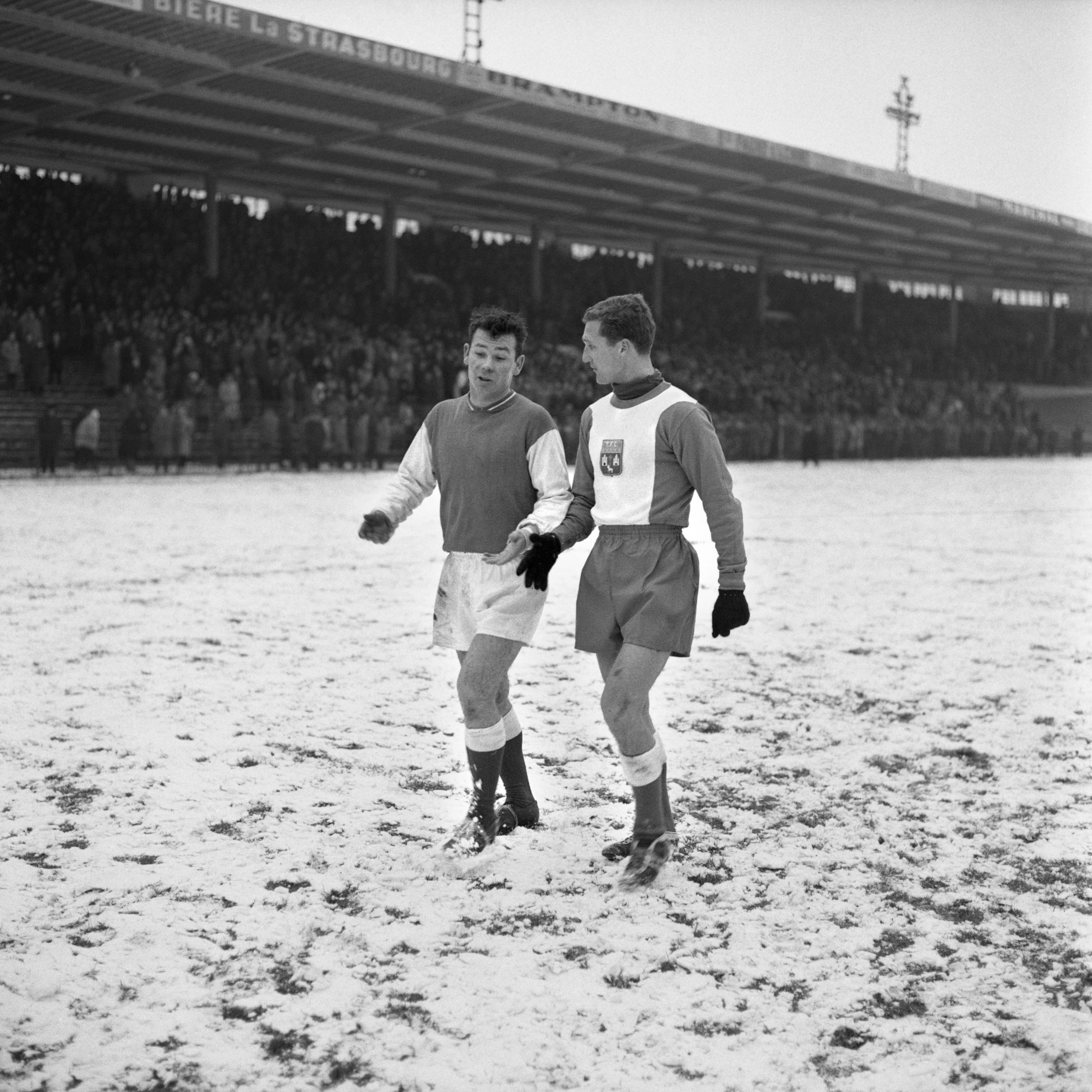
Fontaine, à gauche, sous le maillot de Reims en 1960.

De retour au Stade de Reims, Just Fontaine atteint la finale de la Coupe d'Europe des clubs champions en 1959 mais s'y incline face au Real Madrid, triple tenant du titre (0-2). Il est le meilleur buteur de la compétition avec dix buts. Il remporte le championnat de France en 1960 dont il est de nouveau le meilleur buteur.
En inscrivant avec la sélection un triplé contre le Portugal (5-3) le 11 novembre 1959 à Colombes, Fontaine monte son total en équipe de France à 22 buts, dépassant alors le record détenu par Jean Nicolas depuis 1938. Il est le meilleur buteur des éliminatoires de la Coupe d'Europe des nations 1960 avec cinq buts, contribuant à la qualification des Bleus pour la phase finale.
Malheureusement, Fontaine est victime le 20 mars 1960 d'une double fracture de la jambe gauche contre Sochaux, après un choc contre l'ailier ivoirien Sékou Touré. Il manque la fin de saison avec Reims et la Coupe d'Europe des nations, dont la France est éliminée en demi-finale par la Yougoslavie. À peine remis, il subit une nouvelle fracture de la jambe gauche contre Limoges le 1er janvier 1961,. Après deux saisons en pointillé, qui lui permettent d'inscrire un nouveau titre de champion de France à son palmarès en 1962, il joue son dernier match en juillet de la même année, à 28 ans.
Just Fontaine a inscrit 164 buts en 200 matchs de championnat de France (soit une moyenne de 0,82 but par match). Il est à deux reprises meilleur buteur du championnat, en 1958 et 1960, et deux fois second, en 1957 et 1959. En équipe de France, il compte 30 buts en 21 sélections.

### Carrière d'entraîneur
Après sa retraite de joueur, Fontaine passe ses diplômes d’entraîneur. Il sort major de la promotion des entraîneurs de 1962. Il prend les rênes de l'équipe de France de football en tant que sélectionneur en 1967 mais est rapidement remplacé après deux défaites en matchs amicaux.
Installé à Toulouse, il est l’entraîneur du club de Bagnères-de-Luchon, club de Championnat de France amateur, en 1968-1969 et/ou 1969-1970. Il est ensuite de la partie quand l'US Toulouse est créé en 1970, officiellement comme recruteur.
De 1973 à 1976, il est l’entraîneur du Paris Saint-Germain, tout nouveau club qu'il fait monter en 1re division en 1974. Officiellement directeur technique, il travaille en duo avec l’entraîneur Robert Vicot jusqu'au limogeage de ce dernier en septembre 1975, puis seul. Il y est victime en 1974 d'un arrêt cardiaque sans gravité.
Il est ensuite entraîneur de l'US Toulouse durant la saison 1978-1979, en Division 2.
De 1979 à 1981, il est sélectionneur de l'équipe du Maroc de football mais ce n'est pas lui qui mène les Lions de l'Atlas à la troisième place lors de la CAN 1980 au Nigeria. En effet, quelques jours avant la compétition, il est victime d'un accident de la route près de Meknès et cède le temps de la compétition son poste de sélectionneur à Mohamed Jabrane et Hamadi Hamidouch,. Déclarant vouloir rendre à son pays natal ce qu'il lui a donné, il milite pour la candidature du Maroc à l'organisation de la Coupe du monde 2006.

### La reconversion

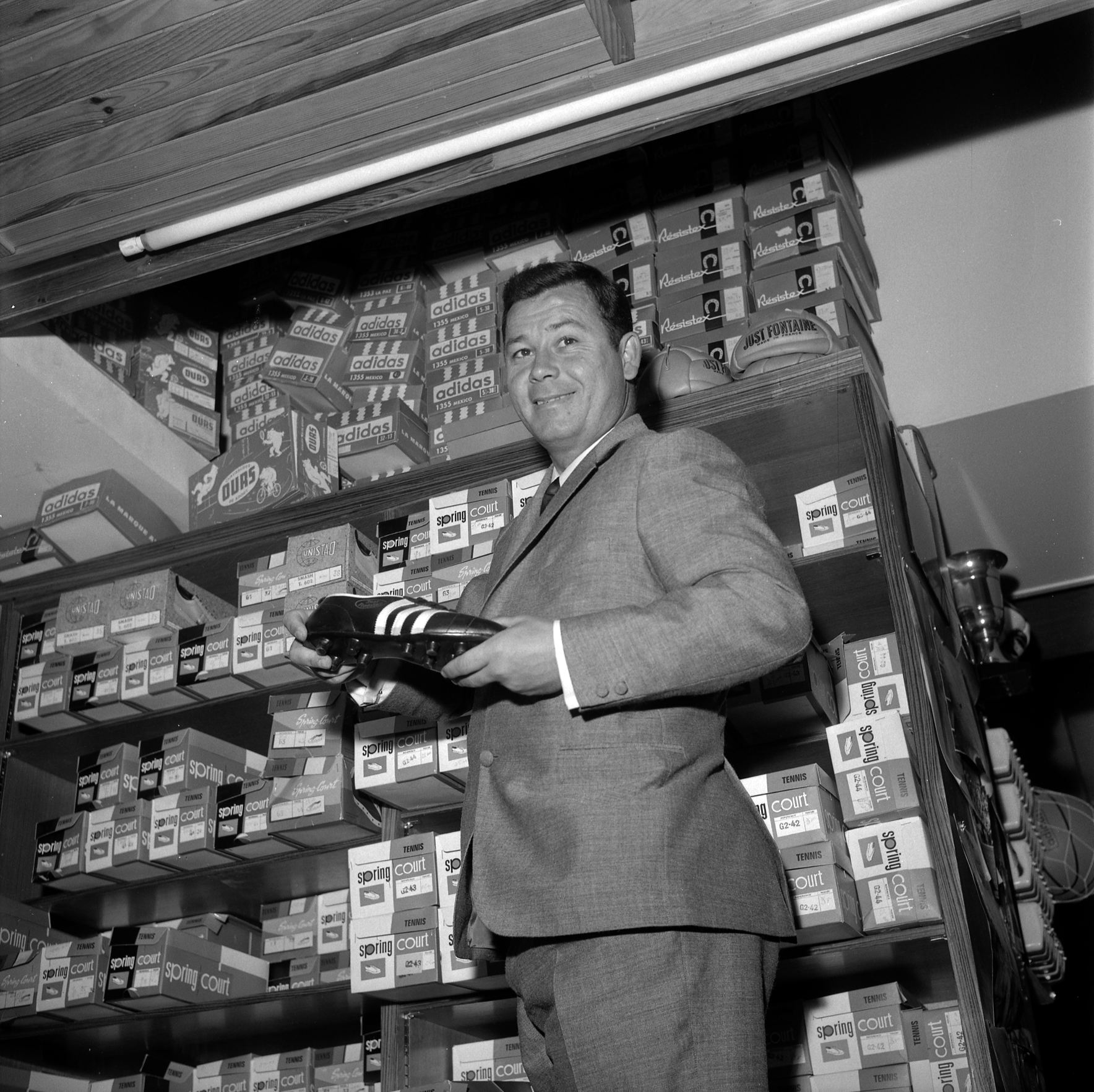
Fontaine dans son magasin (1966).

En 1961, il fonde l'Union nationale des footballeurs professionnels (UNFP) avec Eugène N'Jo Léa et un juriste, maître Jacques Bertrand.
Il se lance comme représentant chez Adidas puis s'installe en 1965 à Toulouse où il ouvre deux enseignes sous le nom de Justo Sport qui ferment en 1986 et 1990. Il possède également deux magasins Lacoste situés à Saint-Georges et Portet-sur-Garonne.
Il inaugure le rôle de consultant lors de la Coupe du monde 1978 pour la chaîne TF1.
Il est également l'un des pronostiqueurs vedettes de l'hebdomadaire de paris sportifs Lotofoot Magazine. À l'occasion de la Coupe du monde 2006, il ouvre un blog.

### Lieux de villégiature
Il fut un hôte assidu de Sainte-Maxime dans son « Mas suédois », dont trois ballons en céramique étaient posés sur les piliers de l’entrée, appelé ainsi par allusion à son record à la Coupe du monde en Suède.

### Mort
Just Fontaine meurt dans la nuit du 28 février au 1er mars 2023, à l'âge de 89 ans à Toulouse où il résidait,. Il est inhumé au cimetière Terre-Cabade dans la même ville.

## Statistiques

### En club
| Saison                | Club                  | Championnat           | Championnat | Championnat | Coupe nationale | Coupe nationale | Coupe de la Ligue | Coupe de la Ligue | Compétition(s) continentale(s) | Compétition(s) continentale(s) | Compétition(s) continentale(s) | Total | Total |
| Saison                | Club                  | Division              | M.          | B.          | M.              | B.              | M.                | B.                | Comp.                          | M.                             | B.                             | M.    | B.    |
| 1953-1954             | OGC Nice              | Division 1            | 24          | 17          | 7               | 3               | -                 | -                 | -                              | -                              | -                              | 31    | 20    |
| 1954-1955             | OGC Nice              | Division 1            | 28          | 20          | 4               | 2               | -                 | -                 | -                              | -                              | -                              | 32    | 22    |
| 1955-1956             | OGC Nice              | Division 1            | 17          | 5           | 3               | 4               | -                 | -                 | -                              | -                              | -                              | 20    | 9     |
| Sous-total            | Sous-total            | Sous-total            | 69          | 42          | 14              | 9               | -                 | -                 | -                              | -                              | -                              | 83    | 51    |
| 1956-1957             | Stade de Reims        | Division 1            | 31          | 30          | 1               | 1               | -                 | -                 | -                              | -                              | -                              | 32    | 31    |
| 1957-1958             | Stade de Reims        | Division 1            | 26          | 34          | 6               | 5               | -                 | -                 | -                              | -                              | -                              | 32    | 39    |
| 1958-1959             | Stade de Reims        | Division 1            | 32          | 24          | 2               | 2               | 1                 | 0                 | C1+CA                          | 7+1                            | 10+1                           | 43    | 37    |
| 1959-1960             | Stade de Reims        | Division 1            | 28          | 28          | 2               | 2               | -                 | -                 | -                              | -                              | -                              | 30    | 30    |
| 1960-1961             | Stade de Reims        | Division 1            | 7           | 4           | -               | -               | -                 | -                 | C1                             | 1                              | 0                              | 8     | 4     |
| 1961-1962             | Stade de Reims        | Division 1            | 7           | 2           | 1               | 3               | -                 | -                 | -                              | -                              | -                              | 8     | 5     |
| Sous-total            | Sous-total            | Sous-total            | 131         | 122         | 12              | 10              | 1                 | 0                 | -                              | 9                              | 11                             | 153   | 143   |
| Total sur la carrière | Total sur la carrière | Total sur la carrière | 248         | 226         | 26              | 19              | 1                 | 0                 | -                              | 9                              | 11                             | 284   | 256   |

### Buts internationaux
| 0   | Date             | Lieu                                             | Compétition                                             | Résultat | Adversaire           | Détail | Détail | Sél. |
| --- | ---------------- | ------------------------------------------------ | ------------------------------------------------------- | -------- | -------------------- | ------ | ------ | ---- |
| 1er | 17 décembre 1953 | Parc des Princes, Paris, France                  | Éliminatoires Coupe du monde 1954                       | V 8-0    | Luxembourg           | 21e    | 4-0    | 1re  |
| 2e  | 17 décembre 1953 | Parc des Princes, Paris, France                  | Éliminatoires Coupe du monde 1954                       | V 8-0    | Luxembourg           | 75e    | 6-0    | 1re  |
| 3e  | 17 décembre 1953 | Parc des Princes, Paris, France                  | Éliminatoires Coupe du monde 1954                       | V 8-0    | Luxembourg           | 80e    | 7-0    | 1re  |
| 4e  | 13 mars 1958     | Parc des Princes, Paris, France                  | Match amical                                            | N 2-2    | Espagne              | 49e    | 1-1    | 4e   |
| 5e  | 8 juin 1958      | Idrottsparken, Norrköping, Suède                 | Premier tour de la Coupe du monde 1958                  | V 7-3    | Paraguay             | 24e    | 1-1    | 6e   |
| 6e  | 8 juin 1958      | Idrottsparken, Norrköping, Suède                 | Premier tour de la Coupe du monde 1958                  | V 7-3    | Paraguay             | 30e    | 2-1    | 6e   |
| 7e  | 8 juin 1958      | Idrottsparken, Norrköping, Suède                 | Premier tour de la Coupe du monde 1958                  | V 7-3    | Paraguay             | 67e    | 5-3    | 6e   |
| 8e  | 11 juin 1958     | Arosvallen, Västerås, Suède                      | Premier tour de la Coupe du monde 1958                  | P 3-2    | Yougoslavie          | 4e     | 0-1    | 7e   |
| 9e  | 11 juin 1958     | Arosvallen, Västerås, Suède                      | Premier tour de la Coupe du monde 1958                  | P 3-2    | Yougoslavie          | 85e    | 2-2    | 7e   |
| 10e | 15 juin 1958     | Eyravallen, Örebro, Suède                        | Premier tour de la Coupe du monde 1958                  | V 2-1    | Écosse               | 44e    | 2-0    | 8e   |
| 11e | 19 juin 1958     | Idrottsparken, Norrköping, Suède                 | Quart de finale de la Coupe du monde 1958               | V 4-0    | Irlande du Nord      | 55e    | 2-0    | 9e   |
| 12e | 19 juin 1958     | Idrottsparken, Norrköping, Suède                 | Quart de finale de la Coupe du monde 1958               | V 4-0    | Irlande du Nord      | 63e    | 3-0    | 9e   |
| 13e | 24 juin 1958     | Stade Råsunda, Solna, Suède                      | Demi-finale de la Coupe du monde 1958                   | P 5-2    | Brésil               | 9e     | 1-1    | 10e  |
| 14e | 28 juin 1958     | Idrottsparken, Norrköping, Suède                 | Match pour la troisième place de la Coupe du monde 1958 | V 6-3    | Allemagne de l'Ouest | 16e    | 1-0    | 11e  |
| 15e | 28 juin 1958     | Idrottsparken, Norrköping, Suède                 | Match pour la troisième place de la Coupe du monde 1958 | V 6-3    | Allemagne de l'Ouest | 36e    | 3-1    | 11e  |
| 16e | 28 juin 1958     | Idrottsparken, Norrköping, Suède                 | Match pour la troisième place de la Coupe du monde 1958 | V 6-3    | Allemagne de l'Ouest | 78e    | 5-2    | 11e  |
| 17e | 28 juin 1958     | Idrottsparken, Norrköping, Suède                 | Match pour la troisième place de la Coupe du monde 1958 | V 6-3    | Allemagne de l'Ouest | 89e    | 6-3    | 11e  |
| 18e | 1er octobre 1958 | Parc des Princes, Paris, France                  | Éliminatoires Euro 1960                                 | V 7-1    | Grèce                | 25e    | 2-0    | 12e  |
| 19e | 1er octobre 1958 | Parc des Princes, Paris, France                  | Éliminatoires Euro 1960                                 | V 7-1    | Grèce                | 85e    | 6-1    | 12e  |
| 20e | 5 octobre 1958   | Stade Ernst-Happel, Vienne, Autriche             | Match amical                                            | V 1-2    | Autriche             | 56e    | 1-2    | 13e  |
| 21e | 9 novembre 1958  | Stade olympique Yves-du-Manoir, Colombes, France | Match amical                                            | N 2-2    | Italie               | 84e    | 2-2    | 15e  |
| 22e | 11 novembre 1959 | Stade olympique Yves-du-Manoir, Colombes, France | Match amical                                            | V 5-3    | Portugal             | 3e     | 1-0    | 17e  |
| 23e | 11 novembre 1959 | Stade olympique Yves-du-Manoir, Colombes, France | Match amical                                            | V 5-3    | Portugal             | 54e    | 4-2    | 17e  |
| 24e | 11 novembre 1959 | Stade olympique Yves-du-Manoir, Colombes, France | Match amical                                            | V 5-3    | Portugal             | 58e    | 5-2    | 17e  |
| 25e | 13 décembre 1959 | Stade olympique Yves-du-Manoir, Colombes, France | Éliminatoires Euro 1960                                 | V 5-2    | Autriche             | 6e     | 1-0    | 18e  |
| 26e | 13 décembre 1959 | Stade olympique Yves-du-Manoir, Colombes, France | Éliminatoires Euro 1960                                 | V 5-2    | Autriche             | 18e    | 2-0    | 18e  |
| 27e | 13 décembre 1959 | Stade olympique Yves-du-Manoir, Colombes, France | Éliminatoires Euro 1960                                 | V 5-2    | Autriche             | 70e    | 4-2    | 18e  |
| 28e | 17 décembre 1959 | Parc des Princes, Paris, France                  | Match amical                                            | V 4-3    | Espagne              | 31e    | 2-1    | 19e  |
| 29e | 16 mars 1960     | Parc des Princes, Paris, France                  | Match amical                                            | V 6-0    | Chili                | 78e    | 4-0    | 20e  |
| 30e | 16 mars 1960     | Parc des Princes, Paris, France                  | Match amical                                            | V 6-0    | Chili                | 80e    | 5-0    | 20e  |

## Palmarès joueur

### En club
| avec l'OGC Nice | avec le Stade de Reims |
| --- | --- |
| - Championnat de France (1) - Champion : 1956 - Coupe de France (1) - Vainqueur : 1954 - Challenge des champions - Finaliste : 1956 | - Championnat de France (3) - Champion : 1958, 1960 et 1962 - Coupe de France (1) - Vainqueur : 1958 - Challenge des champions (2) - Vainqueur : 1958 et 1960 (il ne joue aucun des deux matchs) - Coupe des clubs champions européens - Finaliste : 1959 |

### En équipe de France
- 21 sélections et 30 buts entre 1953 et 1960
- Participation à la Coupe du monde en 1958 (troisième)

## Records et distinctions individuelles
| Distinctions - Élu 3e du Ballon d'or France Football en 1958 - Médaillé de l'Académie des sports en 1958 - Élu 5e meilleur français du siècle par L'Équipe en 2000 - Élu 14e meilleur footballeur du siècle par Placar en 2001 - Nommé au FIFA 100 en 2004 - Trophée spécial de l'UNFP en 2008 pour le 50e anniversaire de son record de buts marqués en phase finale de la Coupe du monde 1958 (13 buts) - Ordre du mérite de la FIFA en 1994 - Élu Joueur en Or de l'UEFA par l'UEFA en 2004 - Élu parmi les légendes du football par Golden foot en 2003 - Nommé a posteriori dans l'équipe-type du tournoi de la Coupe du monde 1958 - Soulier d'or pour son record de 13 buts marqués lors d'une seule Coupe du monde en 1958, remis lors de la cérémonie d'ouverture du congrès de la FIFA à São Paulo le 10 juin 2014, des mains de Michel Platini et du Brésilien Ronaldo. - Oscar d'honneur UNFP en 1998 - Trophée spécial UNFP en 2008 - Trophée d'honneur UNFP en 2011 - En 2022, le magazine So Foot le classe à la 18e place des meilleurs joueurs de l'histoire du championnat de France. | Records - Meilleur buteur en une seule édition de Coupe du monde en 1958 (13 buts) - 4e meilleur buteur de tous les temps en Coupe du monde, derrière Miroslav Klose (16 buts en quatre participations), Ronaldo (15 buts en trois participations) et Gerd Müller (14 buts en deux participations) et à égalité avec Lionel Messi (en cinq participations) - Meilleur buteur de la Coupe des clubs champions européens en 1959 (10 buts) - Meilleur buteur du Championnat de France en 1958 (34 buts) et en 1960 (28 buts) - Meilleur buteur au cours d'une année civile en sélection (18 buts) en 1958 avec l'équipe de France - Meilleur buteur des phases qualificatives de l'Euro 1960 (5 buts) - Record de matchs consécutifs en ayant marqué au moins un but avec l'équipe de France (8 matchs) - Record du nombre de buts marqués en une seule édition de Coupe du monde en 1958 (13 buts) - Deuxième meilleur buteur français sur une saison (club et sélection confondus), avec 53 buts inscrits lors de la saison 1957-1958 derrière Kylian Mbappé (54 buts) lors de saison 2022-2023. |

## Décoration
- Officier de la Légion d'honneur. Chevalier de 1984, Just Fontaine est promu au grade d'officier de la Légion d'honneur le 12 juillet 2013[1],[40].

## Galerie

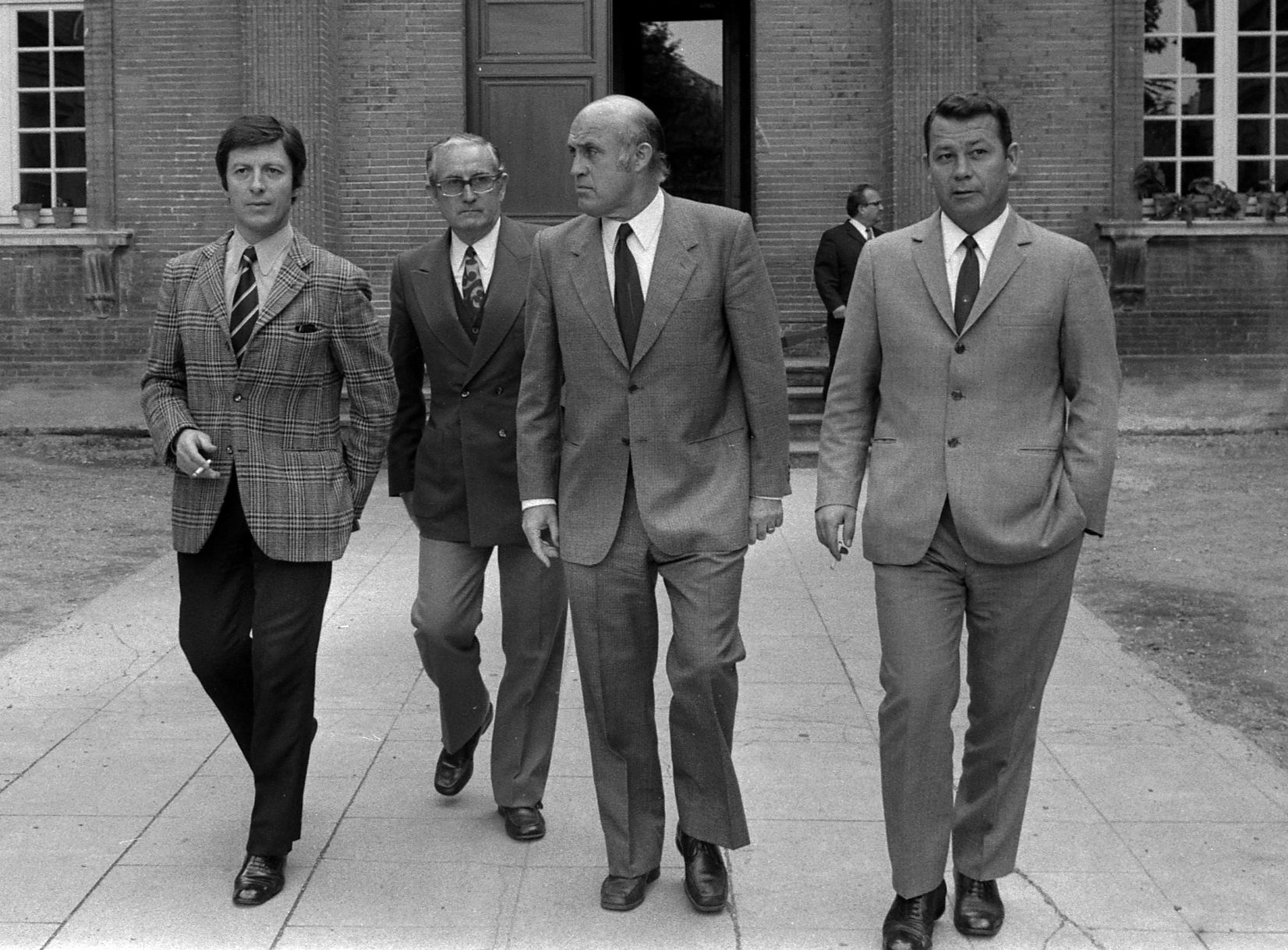
Just Fontaine, à droite, aux côtés de Pierre Danos, Mario Zatelli et Lucien Leduc, lors du procès à Toulouse de René Vignal en 1971.
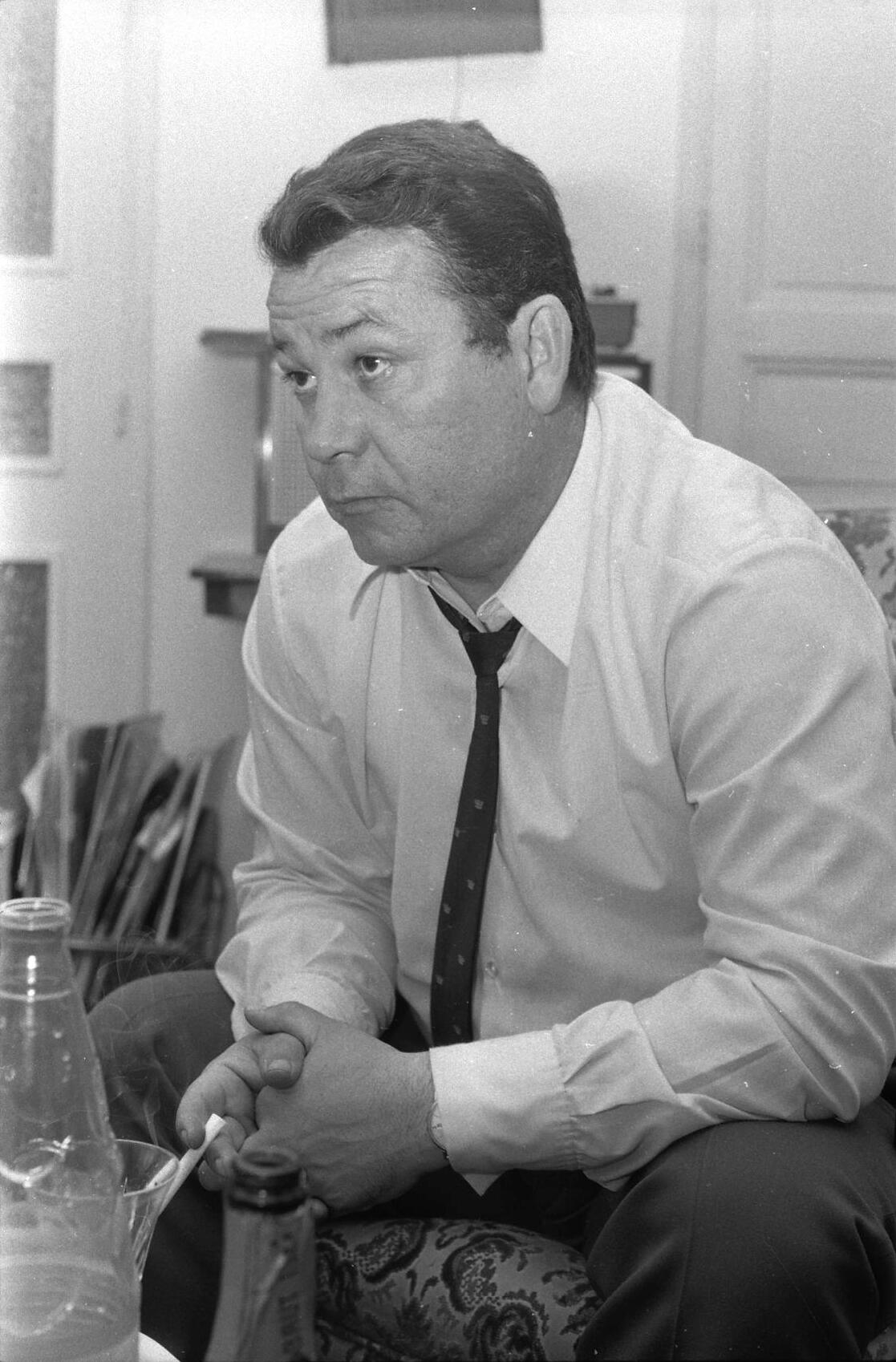
Just Fontaine en 1971.
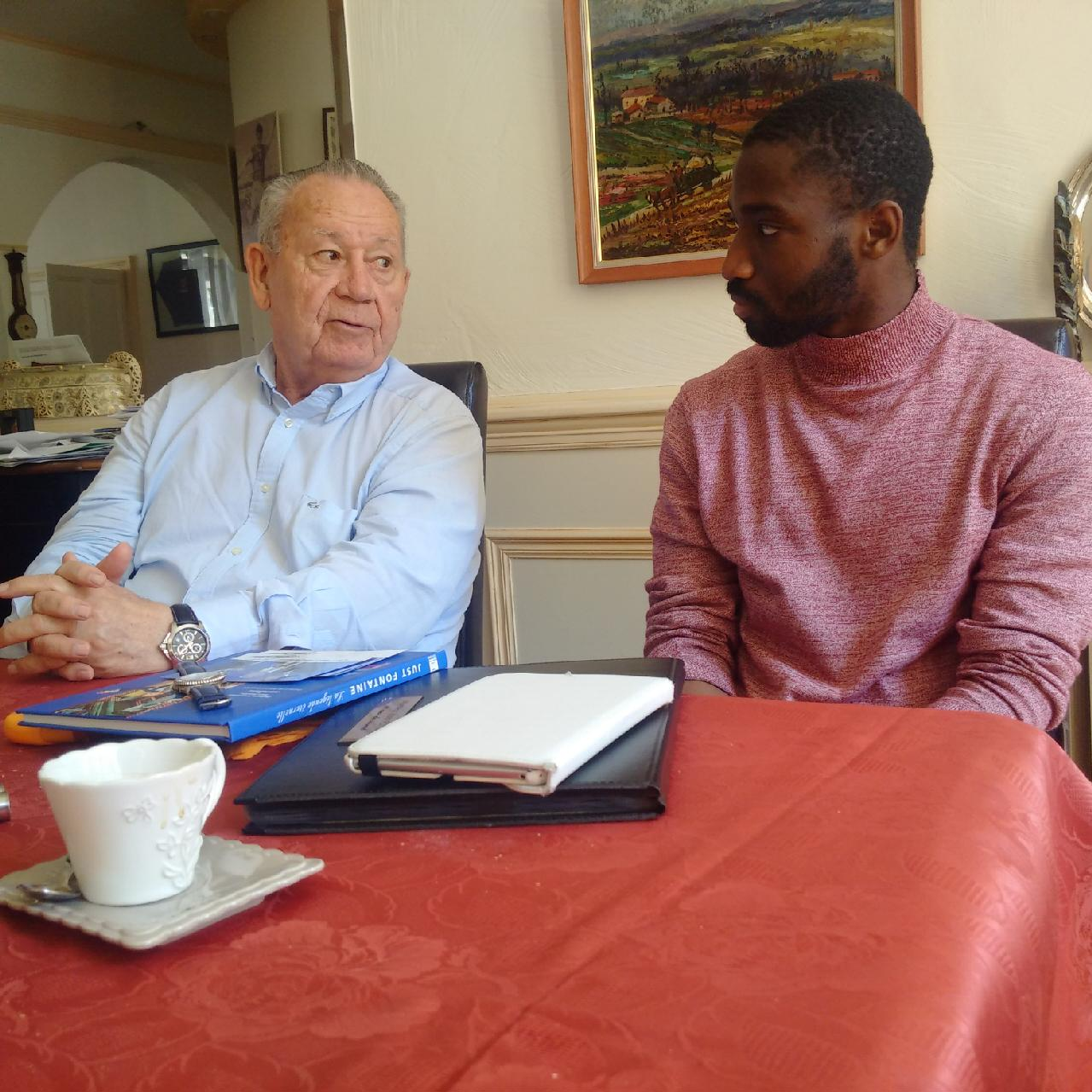
Just Fontaine et Anthony Koura en 2016.
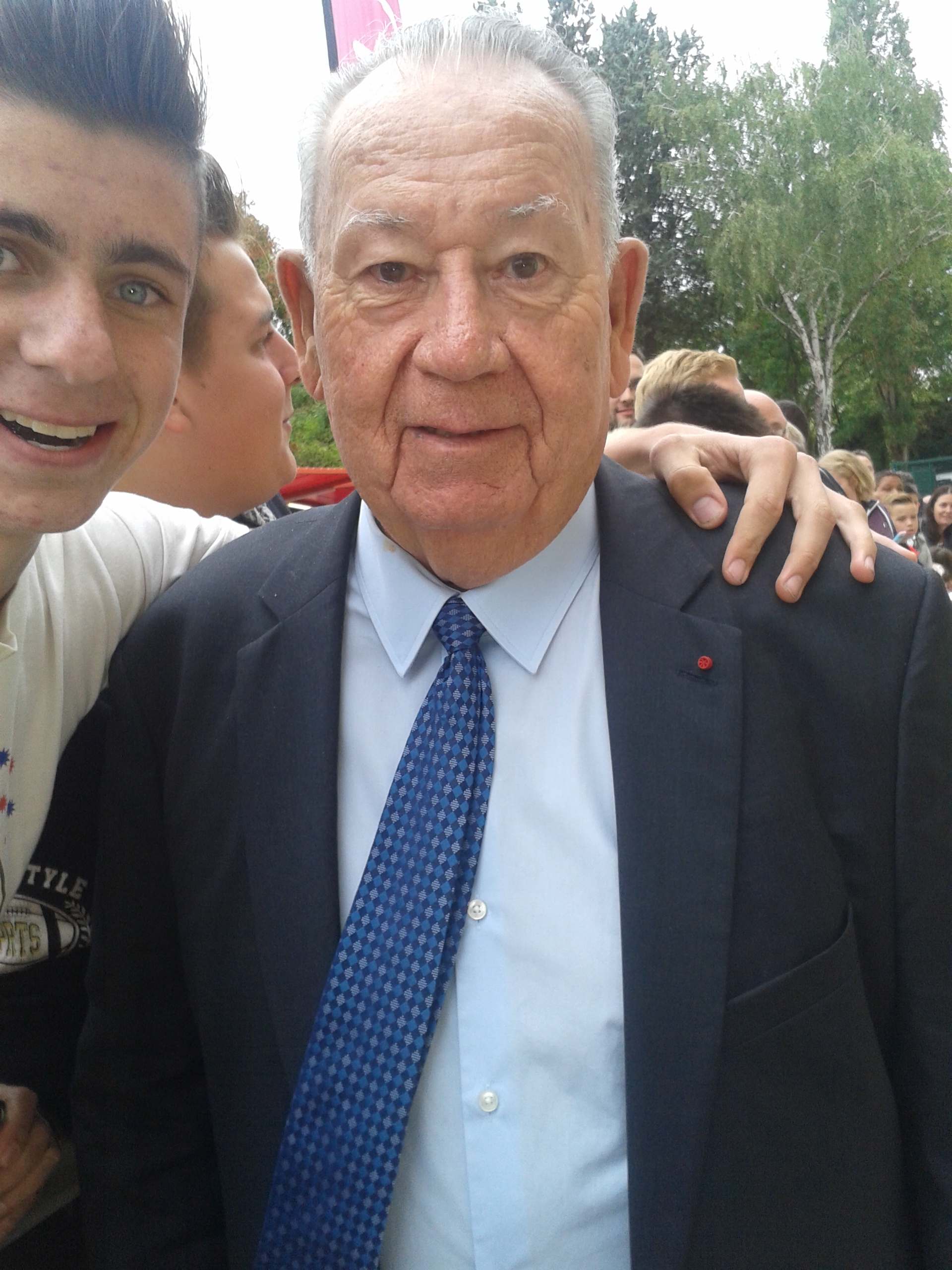
Just Fontaine avec un supporter le 5 septembre 2015 à Dijon lors d'un match caritatif opposant une sélection des meilleurs joueurs de l'Olympique lyonnais à une sélection de joueurs de l'Équipe de France.
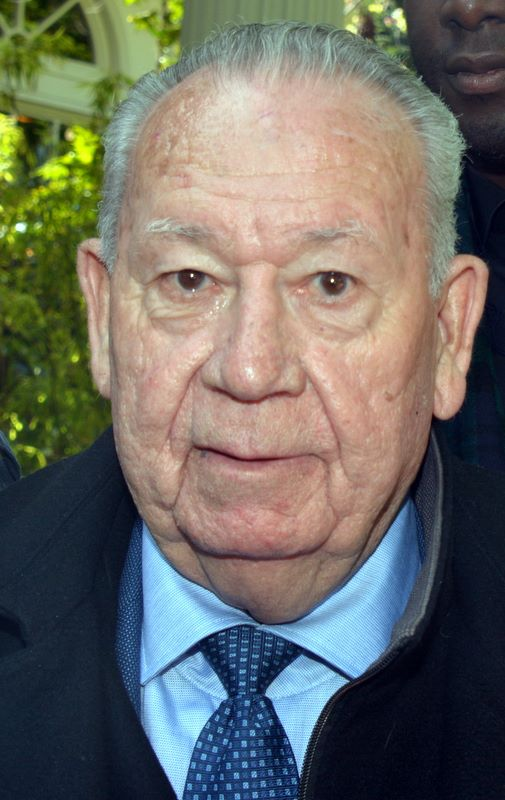
Just Fontaine à l'enregistrement de Vivement dimanche en 2016.

## Publications
- Reprise de volée, éditions Solar, 1970, 255 p. (ISBN 978-2213605548).
- avec Jean-Pierre Bonenfant, Mes 13 vérités sur le foot, éditions Solar, 13 avril 2006, 310 p. (ISBN 978-2263041075).
- Just 13 !, Elytis Édition, 15 mai 2006, 95 p. (ISBN 978-2914659567).